# THE MUSIC DAY 2021 音楽は止まらない
『THE MUSIC DAY 2021 音楽は止まらない』（ザ・ミュージック・デイ 2021 おんがくはとまらない）は、日本テレビ系列で2021年7月3日 15:00 - 22:54（JST）に生放送された通算9回目の『THE MUSIC DAY』。

## 概要
2021年6月12日放送の『1億3000万人のSHOWチャンネル』の番組終盤で発表された。総合司会は前年に引き続き櫻井翔が、進行は羽鳥慎一と水卜麻美（日本テレビアナウンサー）が務めた。
前年の『THE MUSIC DAY』は新型コロナウイルスによる影響で例年より遅い時期となる9月12日に放送されたが、本年の『THE MUSIC DAY』は例年通りに7月上旬の放送となったものの、観覧は前年に続いて無観客となり、会場も幕張メッセから日本テレビ番町スタジオに変更された。

## 主な企画

### 生放送中に10個のサプライズ
- 1. 岡村孝子が2年2か月ぶりにテレビ復活！
- 2. 大旋風を巻き起こしたAdoが初の生出演！MUSIC DAYオリジナルMVを披露！
- 3. 韓国から生中継！あの人気ドラマの・・・（Gaho（梨泰院クラス）、Ryu（冬のソナタ））
- 4. 櫻井翔が名探偵コナンとコラボ！（作者の青山剛昌も櫻井と対談でVTR出演）
- 5. デビュー秘話を再現したDREAMS COME TRUEドラマを放送！主演は風間俊介！
- 6. 田中圭＆千葉雄大と東京スカパラダイスオーケストラが一日限りのコラボ！
- 7. 櫻井翔の新企画にあいみょんが登場！
- 8. 乃木坂46、日向坂46、櫻坂46の坂道グループが一夜限りの“夢の坂道選抜を結成！”
- 9. 乃木坂46結成10周年スペシャルメドレーに一期生 市來玲奈（日本テレビアナウンサー）がサプライズ参加！
- 10. 若者に大人気のEXITが最新曲をテレビ初歌唱！

### スペシャルドラマ『DREAMS COME TRUE知られざる結成秘話』
DREAMS COME TRUEのデビューまでの道のり（吉田美和・中村正人が乗り越えた困難など）を描いたドラマ。
出演者
- 中村正人 役：風間俊介[2]
- 吉田美和 役：大原櫻子

### 毎年恒例・ジャニーズメドレー
今回は、各グループが別のジャニーズグループの楽曲をパフォーマンスする。
- V6「世界に一つだけの花」
- KAT-TUN「夢物語」
- NEWS「仮面舞踏会」
- 関ジャニ∞「ええじゃないか」
- Hey! Say! JUMP「D.D.」
- Kis-My-Ft2「パラダイス銀河」
- Sexy Zone「チャンカパーナ」
- ジャニーズWEST「スシ食いねェ!」
- King & Prince「Real Face #2」
- SixTONES「ファンタスティポ」
- Snow Man「シンデレラガール」

ほか

### 1万人が選ぶ！史上最強の女性アイドルTOP20
| 順位 | アーティスト     | 順位 | アーティスト |
| ---- | ---------------- | ---- | ------------ |
| 1    | 松田聖子         | 11   | Wink         |
| 2    | モーニング娘。   | 12   | 広末涼子     |
| 3    | AKB48            | 13   | 鈴木亜美     |
| 4    | 中森明菜         | 14   | 中山美穂     |
| 5    | 乃木坂46         | 15   | 早見優       |
| 6    | おニャン子クラブ | 16   | 堀ちえみ     |
| 7    | 櫻坂46           | 17   | 宮沢りえ     |
| 8    | 日向坂46         | 18   | 南野陽子     |
| 9    | 松浦亜弥         | 19   | 本田美奈子.  |
| 10   | 森高千里         | 20   | 荻野目洋子   |

### 史上最長50曲！みんなで踊った振り付けソング 止まらないダンススーパーメドレー
- EXILE「Choo Choo TRAIN」
- 三代目 J SOUL BROTHERS from EXILE TRIBE「R.Y.U.S.E.I.」
- GENERATIONS from EXILE TRIBE「Y.M.C.A.」

ほか

### 生バトル！モーニング娘。'21 vs AKB48

#### 歌唱曲
※（）は各持ち歌。
- LOVEマシーン（モーニング娘。）
- ヘビーローテーション（AKB48）
- ザ☆ピ〜ス!（モーニング娘。）
- フライングゲット（AKB48）
- 恋のダンスサイト（モーニング娘。）
- 会いたかった（AKB48）
- 恋愛レボリューション21（モーニング娘。）
- 恋するフォーチュンクッキー（AKB48）

### 乃木坂46・櫻坂46・日向坂46 一夜限り！夢の坂道選抜

#### 選抜メンバー
- 乃木坂46
  - （生田絵梨花、齋藤飛鳥、山下美月、与田祐希、大園桃子、遠藤さくら）
- 櫻坂46
  - （山﨑天、藤吉夏鈴、森田ひかる）
- 日向坂46
  - （加藤史帆、齊藤京子、丹生明里）

#### 歌唱曲
- Sing, Sing, Sing (With a Swing)
- おいでシャンプー
- シンクロニシティ

## 出演者

### 総合司会
- 櫻井翔

### 進行
- 羽鳥慎一
- 水卜麻美（日本テレビアナウンサー）

### NEXTゲート
- バカリズム
- 市來玲奈（日本テレビアナウンサー）

### よみうりランド・進行
- 岩本乃蒼（日本テレビアナウンサー）

### 出演アーティスト
日本テレビ 番町スタジオ
- Ado [注 1]
- adieu
- AKB48
- EXILE
- 荻野目洋子
- ORANGE RANGE
- KAT-TUN
- 関ジャニ∞[注 2]
- Kis-My-Ft2
- きゃりーぱみゅぱみゅ
- King & Prince
- さかなクン
- 三代目 J SOUL BROTHERS from EXILE TRIBE
- GENERATIONS from EXILE TRIBE
- ZIP!ファミリー（貴島明日香・小林正寿・くぼてんき・マーティン・米倉れいあ・星星（パンダのキャラクター））
- ジャニーズWEST[注 3]
- 鈴木亜美
- SixTONES
- Snow Man
- Sexy Zone[注 4]
- 高橋洋子
- DA PUMP
- DEAN FUJIOKA
- 乃木坂46
- Novelbright
- 花*花
- PUFFY
- Perfume
- ハラミちゃん
- ハンバーグ師匠
- ピコ太郎
- 一青窈
- 日向坂46
- 昼南乃風（HAN-KUN・南原清隆・小峠英二・チョコレートプラネット（長田庄平・松尾駿）・八乙女光 & 有岡大貴・春日俊彰・阿佐ヶ谷姉妹（渡辺江里子・木村美穂）・久間田琳加・滝菜月（日本テレビアナウンサー））
- V6
- Foorin
- Hey! Say! JUMP
- 松本伊代
- 三浦大知
- 宮本笑里
- 宮本浩次
- モーニング娘。'21
- MONGOL800
- 安田レイ
- 優里
- Little Black Dress
- WANIMA

よみうりランド（生中継）
- 櫻坂46
- NEWS
- 早見優

六本木ヒルズ・東京スカイデッキ（事前収録）
- あいみょん

事前収録
- いきものがかり
- EXIT
- 岡村孝子 [注 5]
- Official髭男dism
- 上白石萌音
- 倉木麻衣
- クリス・ハート
- 倖田來未
- SEKAI NO OWARI
- 東京スカパラダイスオーケストラ×田中圭・千葉雄大 [注 6]
- 星野源
- 松田聖子 [注 7]
- 村方乃々佳 [注 8]
- ゆず

生出演ゲスト（日本テレビ 番町スタジオ）
- 西野七瀬
- 浜辺美波

韓国（生中継）
- Gaho
- Ryu

韓国（事前収録）
- ENHYPEN
- TOMORROW X TOGETHER
- TWICE
- BTS

## セットリスト
は事前収録、 は過去の映像等のVTR

### 第1部
| 曲順 | アーティスト                 | 楽曲                          |
| ---- | ---------------------------- | ----------------------------- |
| 1    | 岡村孝子                     | 夢をあきらめないで            |
| 2    | 早見優                       | 夏色のナンシー                |
| 3    | adieu                        | よるのあと                    |
| 4    | Little Black Dress           | 夏だらけのグライダー          |
| 5    | Ryu                          | 最初から今まで                |
| 6    | TOMORROW X TOGETHER          | Magic                         |
| 7    | 高橋洋子                     | 残酷な天使のテーゼ            |
| 8    | DEAN FUJIOKA                 | Runaway                       |
| 9    | ENHYPEN                      | Given-Taken ［Japanese Ver.］ |
| 10   | 鈴木亜美                     | BE TOGETHER                   |
| 11   | WANIMA                       | 旅立ちの前に                  |
| 12   | WANIMA                       | ともに                        |
| 13   | GENERATIONS from EXILE TRIBE | Make Me Better                |
| 14   | クリス・ハート×村方乃々佳    | I LOVE YOU                    |

### 第2部
| 曲順 | アーティスト                                      | 楽曲 |
| ---- | ------------------------------------------------- | --- |
| 15   | 花*花                                             | さよなら 大好きな人 |
| 16   | V6                                                | Feel your breeze |
| 17   | 安田レイ                                          | Not the End |
| 18   | ジャニーズWEST                                    | サムシング・ニュー |
| 19   | Hey! Say! JUMP                                    | ネガティブファイター |
| 20   | 倉木麻衣                                          | Secret of my heart |
| 21   | 宮本浩次                                          | sha･la･la･la |
| 22   | Kis-My-Ft2                                        | Everybody Go |
| 23   | Kis-My-Ft2                                        | Luv Bias |
| 24   | 三浦大知                                          | Backwards |
| 25   | 櫻坂46                                            | BAN |
| 25   | ORANGE RANGE                                      | 以心電信 |
| 26   | ORANGE RANGE                                      | KONOHOSHI |
| 27   | PUFFY                                             | 渚にまつわるエトセトラ |
| 28   | MONGOL800                                         | 小さな恋のうた |
| 29   | 昼南乃風                                          | 睡蓮花 |
| 30   | Sexy Zone                                         | 夏のハイドレンジア |
| 31   | Sexy Zone                                         | Sexy Zone |
| 32   | 上白石萌音                                        | 世界中の誰よりきっと |
| 33   | 上白石萌音                                        | オリビアを聴きながら |
| 34   | Snow Man                                          | D.D. |
| 35   | Snow Man                                          | HELLO HELLO |
| 36   | NEWS                                              | BURN |
| 37   | Ado                                               | うっせぇわ |
| 38   | ジャニーズメドレー1部                             | Happiness |
| 39   | King & Prince                                     | Real Face #2 |
| 40   | KAT-TUN                                           | 夢物語 |
| 41   | 関ジャニ∞                                         | ええじゃないか |
| 42   | ジャニーズWEST                                    | スシ食いねェ! |
| 43   | SixTONES                                          | ファンタスティポ |
| 44   | V6                                                | 世界に一つだけの花 |
| 45   | ジャニーズメドレー1部                             | 硝子の少年 |
| 46   | Foorin                                            | パプリカ |
| 47   | EXILE                                             | Choo Choo TRAIN |
| 48   | Perfume                                           | チョコレイト・ディスコ |
| 49   | ピコ太郎                                          | PPAP-2020- |
| 50   | DA PUMP                                           | We can't stop the music |
| 51   | DA PUMP                                           | if... |
| 52   | DA PUMP                                           | U.S.A. |
| 53   | モーニング娘。'21 vs AKB48                        | LOVEマシーン ヘビーローテーション ザ☆ピ〜ス! フライングゲット 恋のダンスサイト 会いたかった 恋愛レボリューション21 恋するフォーチュンクッキー |
| 54   | 中島健人×羽鳥慎一                                 | 恋 |
| 55   | きゃりーぱみゅぱみゅ                              | にんじゃりばんばん |
| 56   | きゃりーぱみゅぱみゅ                              | つけまつける |
| 57   | きゃりーぱみゅぱみゅ                              | ファッションモンスター |
| 58   | 荻野目洋子                                        | ダンシング・ヒーロー (Eat You Up) |
| 59   | いきものがかり                                    | じょいふる |
| 60   | 優里                                              | ドライフラワー |
| 61   | EXIT                                              | なぁ人類 |
| 62   | 東京スカパラダイスオーケストラ × 田中圭・千葉雄大 | 美しく燃える森 |
| 63   | 日向坂46                                          | 君しか勝たん |
| 64   | SixTONES                                          | Imitation Rain |
| 65   | SixTONES                                          | マスカラ |
| 66   | 星野源                                            | 不思議 |
| 67   | 乃木坂46                                          | ぐるぐるカーテン |
| 68   | 乃木坂46                                          | インフルエンサー |
| 69   | 乃木坂46                                          | ごめんねFingers crossed |
| 70   | King & Prince                                     | 僕らのGreat Journey |
| 71   | King & Prince                                     | シンデレラガール |
| 72   | King & Prince                                     | Mazy Night |
| 73   | Gaho                                              | はじまり |
| 74   | サックスの会                                      | ギザギザハートの子守唄 |
| 75   | V6                                                | Darling |
| 76   | 坂道選抜                                          | Sing, Sing, Sing (With a Swing) |
| 77   | 坂道選抜                                          | おいでシャンプー |
| 78   | 坂道選抜                                          | シンクロニシティ |
| 79   | ピコ太郎                                          | PPAP |
| 80   | ZIP!ファミリー                                    | Dynamite |
| 81   | 三代目 J SOUL BROTHERS from EXILE TRIBE           | R.Y.U.S.E.I. |
| 82   | EXIT                                              | Make you happy |
| 83   | GENERATIONS from EXILE TRIBE                      | Y.M.C.A. |
| 84   | 倖田來未                                          | め組のひと |
| 85   | 倖田來未                                          | Butterfly |
| 86   | ジャニーズメドレー2部                             | ズッコケ男道 |
| 87   | Snow Man                                          | シンデレラガール |
| 88   | NEWS                                              | 仮面舞踏会 |
| 89   | Hey! Say! JUMP                                    | D.D. |
| 90   | Sexy Zone                                         | チャンカパーナ |
| 91   | Kis-My-Ft2                                        | パラダイス銀河 |
| 92   | ジャニーズメドレー2部                             | WAになっておどろう |
| 93   | 一青窈                                            | ハナミズキ |
| 94   | Novelbright                                       | ツキミソウ |
| 95   | DISH//                                            | 猫 |
| 96   | BTS                                               | Butter |
| 97   | KAT-TUN                                           | Real Face #2 |
| 98   | KAT-TUN                                           | BIRTH |
| 99   | KAT-TUN                                           | We Just Go Hard feat.AK-69 |
| 100  | いきものがかり                                    | ええじゃないか |
| 101  | 三代目 J SOUL BROTHERS from EXILE TRIBE           | TONIGHT |
| 102  | 松本伊代                                          | センチメンタル・ジャーニー |
| 103  | あいみょん                                        | 愛を知るまでは |
| 104  | Official髭男dism                                  | Cry Baby |
| 105  | Perfume                                           | ポリゴンウェイヴ |
| 106  | 関ジャニ∞                                         | ブリュレ |
| 107  | SEKAI NO OWARI                                    | tears |
| 108  | TWICE                                             | Perfect World |
| 109  | EXILE                                             | HAVANA LOVE |
| 110  | ゆず                                              | NATSUMONOGATARI |
| 111  | V6                                                | 僕らは まだ |

## スタッフ
- ナレーター：立木文彦、佐藤賢治
- 技術統括：川合亮
- 美術統括：栗原純二
- 総合TD：鈴木昭博
- 美術プロデューサー：滋田由布子
- 特効：内山栄一
- 小道具：伊沢英樹
- 楽器：佐藤継信
- 花飾：花香恭子
- アクリル装飾：松本健、山田隼人
- メイク：高江洲結子
- レーザー：三嶋健治、髙橋遼河、狩野琴、古賀陽葉里、鈴木陽南
- CGデザイン：古川滋彦、出口瑛理、中村桂子、日野裕介、大竹栄子
- デジタルコンテンツ展開：松村優衣、藤澤美郷、鈴木小織、金井奈々子、稲福祥子
- 協力：フォアキャスト・コミュニケーションズ
- 編成：今井大輔
- 宣伝：藤井恒久
- 営業：山沢渉
- ＜汐留 S4サブ＞
  - TD：三橋崇弘
  - SW：北折雅人、後村武
  - VE：天内理絵
  - MIX：山本慎吾、清水秀明
  - 音効：杉山謙一郎、相田恵美子
  - ノンリニア：林田泉
  - AD：出野晧平、大戸絵里加
  - ECG：宮前芳恵、吉本江里菜、馬屋原彩咲
  - DSS：神保よしみ、伊村佳恵、太田美沙
  - TK：山際慎子、山岸由佳
  - ディレクター：井上将司、河村哲平、小松正樹
  - プロデューサー：矢野尚子
- ＜韓国中継＞
  - TP：李星郁
  - コーディネーター：金壮鎬
  - 技術協力：Nac
  - プロデューサー：藤本弘志
  - ディレクター：橋村和幸
  - AP：山崎みみ
- ＜よみうりランド中継＞
  - TD：牛山敏彦
  - SW：石渡裕二
  - カメラ：東武志
  - VE：沼田広美、鈴木裕美、田邊仁美
  - MIX：高岡彰吾
  - PA：小暮倫見、吉田岳
  - 照明：下平好美(実)
  - 美術プロデューサー：葛西剛太
  - 撮影協力：よみうりランド、HANA・BIYORI
  - AD：佐久間実菜、横山依音、岡本さやか、中川結渚、鈴木千香、椎葉暢之、山岡剛史
  - AP：伊藤那月、織田充希
  - TK：長谷川和美
  - FM：渡辺健太郎、萩原哲也、並河和奈、廣本諒介、窪彩花、保坂龍星
  - ディレクター：新井章司、岩田宣之
  - プロデューサー：合田伊知郎、高橋正昭、山崎みみ
- ＜DREAMS COME TRUE 特別ドラマ＞
  - 演出：内田秀実
  - 脚本：松島瑠璃子
  - CG：ZXtech 中新ソリューション
  - AD：今咲乃、砂川隼樹
  - ディレクター：増田貴也
  - プロデューサー：井上伸正、金ビンナ
- ＜番町C1スタジオ＞
  - 美術デザイン：米津成美
  - 大道具：海老沼浩二、才原裕二
  - 電飾：平ノ内厚夫、藤井阿沙子、糸数青祥
  - SW：吉田健治、安藤康一
  - カメラ：福田伸一郎
  - VE：片山雄斗、柳澤圭祐
  - PA：内藤甲斐
  - 音声プランナー：原秀彰
  - MIX：杉村理紗、宮内貞
  - 音効：岡崎宏
  - モニター：一由雄太
  - 照明：谷田部恵美、萱津卓
- ＜番町C2スタジオ＞
  - 美術デザイン：波多野真理
  - 大道具：鷲嵜季映、下吉克明
  - 電飾：冨田仁、池田大介
  - SW：鈴木健司
  - カメラ：矢作陽一
  - VE：池田祐一郎、塩原和益
  - PA：井上忠紀
  - MIX：瀧島要介、大越克人、小原正広
  - 音効：西谷香澄
  - モニター：吉邑光司
  - 照明：小笠原雅登、今井祐一
- ＜番町C3スタジオ＞
  - 美術デザイン：浅田一花
  - SW：小林宏義
  - カメラ：高野信彦
  - VE：向山江梨佳、飯島友美
  - MIX：伊藤義典、白水英国
  - PA：宮坂修
  - 音効：橘哲夫
  - モニター：紺野智宏
  - 照明：藤山真緒、掛橋司
- ＜番町C4スタジオ＞
  - 美術デザイン：新貝香織
  - カメラ：海野亮
  - MIX：中村宏美
- 美術・技術協力：日テレアート、NiTRo、ル・オブジェ・アール・スタジオ、中央宣伝企画、ヤマモリ、テルミック、コマデン、日放、SIS、TACT、日本テックトラスト、ジャパンテレビ、三響社
- 制作協力：AX-ON、アガサス、オフィス・ケーアール、ゴッドキッズ、モスキート、創輝
- 運営：光岡裕子、脇阪真琴、鈴木涼介、甲斐主現、山崎李奈、野崎遥香
- アテンドプロデューサー：福田一寛、吉無田剛、國谷茉莉、川口信洋、田中俊光、小林拓弘、杉山直樹、藤井良記、前田直敬、石原由季子
- 構成作家：桜井慎一、桝本壮志、川上トリオ、木南広明、大谷裕一
- デスク：西端薫、小原麻実、岡田真美
- TK：桜井えみこ、田中彩、奈良里美
- AD：巻下歩夢、町田有、加治木賢真、松本美咲、石川由乃、津波古和利、高村いずみ、山本ゆかり、伊藤遼香、安達裕美、延原春華、蓮沼未来、深谷莉菜、山中里桜、片岡明日香、富永結貴、升野太誠
- FM：氣賀澤宏隆、田中もも、加藤健太、上野詩織、池山愛奈、渡邊菜月
- 制作進行：斎籐寿
- AP：橋本隆、大塚明、山崎佑里子、北村桃子、和田裕子
- ディレクター：徳永清孝、藤戸星妃、錦織信彦、熊谷航太郎、渡辺邦宏、安達穣史、稲元雅俊、庄司名衣、松本匡貴、冨永琢磨、西本幸平、廣瀬隆太郎、佐々木万由子、藁科啓、豊永満、諏訪裕紀、五歩一勇治、伊藤高史、辰巳洋平
- 音楽演出：渡邉友一郎
- 演出：渡辺春佳
- プロデューサー：岩崎小夜子、阿部聡、森下典子、貝山京子、沢田健介、久道恵、清千里、比嘉智樹、鈴木将大、劉雅莎、吉田一浩、本橋武夫
- 総合プロデューサー：宮崎慶洋
- 総合演出：上利竜太
- チーフプロデューサー：川邊昭宏、江成真二
- 製作著作：日本テレビ

## その他
- 第1部の冒頭に、当日昼に発生した静岡県熱海市の土石流災害の速報ニュース（NNNニュース）を報道フロアから挿入した。
- 当初、生出演する予定だったDISH//は、メンバーである泉大智の発熱に伴う体調不良により当日の生出演キャンセルと番組内で発表された。代替として「バズリズム02」に出演した時のパフォーマンスを再放送した[3]。
- 関ジャニ∞は、メンバーである大倉忠義が放送当日に自身の舞台出演のためジャニーズメドレー1部には4人で出演し、丸山隆平が『大倉舞台公演中!』と書かれたボードを持つ大倉を模したぬいぐるみを抱えて踊る場面があった[4]。
- トップバッターは岡村孝子、大トリはV6が務めた。

## 視聴率
- 世帯平均視聴率：11.0%
- 個人視聴率：6.8%
  - 第1部（15:00 - 16:30）世帯：7.4%、個人：4.1%[5]
  - 第2部（16:50 - 19:00）世帯：10.2%、個人：6.0%
  - 第3部（19:00 - 22:54）世帯：12.9%、個人：8.3%
- 瞬間最高視聴率：世帯：15.7%（22:01）
  - 個人：9.8%（21:01、11、13、22:00、01）

## 関連番組
- 1億3000万人のSHOWチャンネル

当番組の総合司会を務める櫻井翔と進行を務める羽鳥慎一がレギュラー出演しているバラエティ番組。
- バズリズム02

当番組のNEXTゲートMCのバカリズムと市來玲奈がレギュラー出演している音楽番組。
- THE MUSIC DAYを100倍楽しめる! 解禁情報が止まらないSP

同年6月26日 14:30 - 15:30に日本テレビ・札幌テレビ・青森放送で放送された事前番組。
ジャニーズメドレーなど番組内で行われる多くの企画の情報を解禁、秘蔵映像の数々も放送。総合司会の櫻井と進行の羽鳥、NEXTゲート担当の市來が出演。